# BFC Dynamo
Der Berliner Fussball Club Dynamo e. V., kurz BFC Dynamo, ist ein Fußballverein aus dem Berliner Ortsteil Alt-Hohenschönhausen im Bezirk Lichtenberg.
Der Verein war mit 10 Meistertiteln in Folge von 1979 bis 1988 einer der erfolgreichsten Fußballclubs der DDR und Rekordmeister der DDR-Oberliga.
Seit dem Aufstieg in der Saison 2013/14 spielt der BFC in der viertklassigen Regionalliga Nordost. Die erste Mannschaft trägt ihre Heimspiele im Sportforum Hohenschönhausen aus.

## Geschichte

Die historischen Logos des Clubs von links nach rechts: als SC Dynamo Berlin (1954–1966), zwei Mal als FC Berlin (1990–1999 und März bis Mai 1990) sowie als BFC Dynamo (1966–1990, 1999–2009 und wieder ab der Saison 2023/24, allerdings mit kleinen Änderungen)

### SG Dynamo und SC Dynamo Berlin – Vor Gründung des BFC (1949–1966)
| Liga | Saison    | Platz | Punkte | Tore  |
| ---- | --------- | ----- | ------ | ----- |
| OL   | 1954/55   | 07    | 26:26  | 43:46 |
| OL   | 1955 (ÜR) | 03    | 18:08  | 35:12 |
| OL   | 1956      | 13    | 20:32  | 37:47 |
| Liga | 1957      | 01    | 41:11  | 80:28 |
| OL   | 1958      | 06    | 26:26  | 37:34 |
| OL   | 1959      | 03    | 33:19  | 46:26 |
| OL   | 1960      | 02    | 32:20  | 44:27 |
| OL   | 1961/62   | 03    | 45:33  | 72:64 |
| OL   | 1962/63   | 10    | 23:29  | 37:32 |
| OL   | 1963/64   | 08    | 24:28  | 35:34 |
| OL   | 1964/65   | 12    | 22:30  | 27:37 |
| OL   | 1965/66   | 09    | 25:27  | 42:32 |

Wie jeder Club und jede Sportgemeinschaft unter der Oberbezeichnung „Dynamo“ gehörte der BFC Dynamo bis 1989 der übergeordneten Sportvereinigung Dynamo an.
Der Ursprung des BFC Dynamo geht zurück auf die seit 1949 bestehende SG Volkspolizei Berlin, die 1951/52 in der drittklassigen Bezirksklasse Berlin mit einem zweiten Platz hinter dem Adlershofer BC den Aufstieg in die zweitklassige Liga sportlich knapp verpasste. Mit der Bildung der Sportvereinigung Dynamo im März 1953 wurde das Team der SG Volkspolizei Potsdam nach Berlin delegiert. Mit der Angliederung der Potsdamer erfolgte zugleich auch die Umbenennung in SG Dynamo Berlin.
Mit der Aufnahme der Potsdamer Volkspolizisten war zugleich die Übernahme deren Ligaplatzes verbunden, womit SG Dynamo Berlin als neuntplatzierter Zweitligist die Saison 1952/53 abschloss. Als Tabellenletzter 14. stieg die SG Dynamo Berlin sportlich 1953/54 eigentlich in die 3. Liga ab.
Der Sportclub SC Dynamo Berlin wurde am 1. Oktober 1954 gegründet. Dem plötzlichen Erfolg aus der Retorte lag letztlich die im November 1954 erfolgte Versetzung eines Teils der Oberliga-Mannschaft von Dynamo Dresden nach Berlin zugrunde, mit der Dynamo Dresden seinen Oberligaplatz an die Berliner verlor und die 2. Mannschaft von Dynamo Dresden zur neuen 1. Mannschaft der Dresdner wurde.
Dynamo Dresden war 1950 um das von der SG Volkspolizei Potsdam nach Dresden delegierte Potsdamer Trio Herbert Schoen, Günter Schröter und Johannes Matzen gebildet worden, um in Dresden den Oberligaplatz der SG Friedrichstadt, zuvor Dresdner SC, einzunehmen, deren Spieler die DDR verlassen hatten. 1954 war nunmehr der Wunsch der politischen Funktionäre, endlich eine spielstarke Fußballmannschaft in Ost-Berlin zu etablieren.
In ihrer ersten Spielzeit unter dem Namen SC Dynamo Berlin belegte die Mannschaft den siebten Platz. Damit ließ man den anderen Hauptstadtklub ASK Vorwärts Berlin, der ein Jahr zuvor von Leipzig (ASG Vorwärts Leipzig) nach Berlin verlegt wurde, hinter sich. Vor dem Umzug der Mannschaft aus Dresden betrieb die SV Dynamo in Berlin mit der SG Dynamo Berlin bereits die ältere Wurzel des heutigen BFC Dynamo als Sportgemeinschaft, die zunächst nun als Dynamo Berlin-Mitte spielte und 1957 mit der zweiten Vertretung des SC Dynamo Berlin als SG Dynamo Hohenschönhausen zusammengefasst wurde. Als solche spielte man in der Folgezeit in der DDR-Liga. Bei der Bildung des BFC Dynamo 1966 wurde die parallele Existenz der beiden Dynamo-Stränge beendet, indem die Mannschaft der SG Dynamo Hohenschönhausen nun zur II. Mannschaft eines damit quasi fusionierten BFC Dynamo wurde.

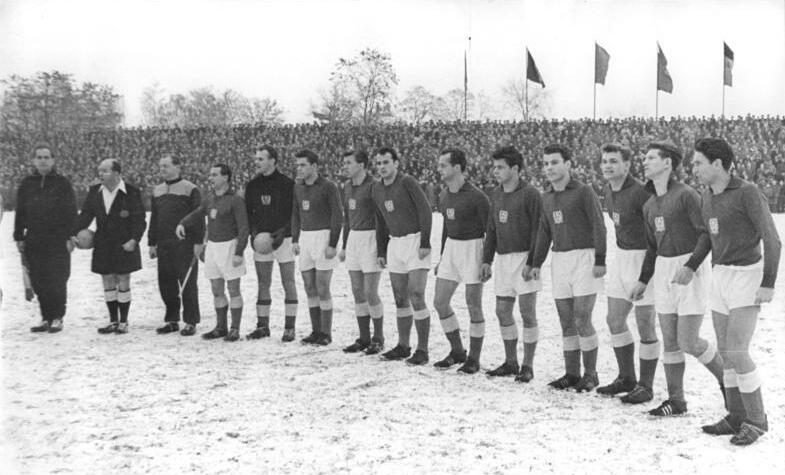
Pokalsieger 1959: Dynamo Berlin

Seinen ersten Titel errang der Hauptstadt-Klub noch als SC Dynamo 1959. Im Finale des DDR-Fußballpokal-Wettbewerbs bezwang Dynamo den in Aue beheimateten SC Wismut Karl-Marx-Stadt – nach einem 0:0 n. V. im ersten Spiel – im Wiederholungsspiel mit 3:2. Zum erstmalig ausgetragenen Europapokal der Pokalsieger in der Saison 1960/61 entsandte der Fußballverband der DDR jedoch den Vizemeister der Saison 1959 ASK Vorwärts Berlin, weil dieser als geeigneterer Vertreter der DDR angesehen wurde. Bei der nächsten Finalteilnahme 1962 musste sich Dynamo dem SC Chemie Halle geschlagen geben.
Bis zur Winterpause der Saison 1965/66 traten die Fußballer als SC Dynamo Berlin an.

### Aufstieg des BFC Dynamo (1966–1989)
| Liga | Saison  | Platz | Punkte | Tore  |
| ---- | ------- | ----- | ------ | ----- |
| OL   | 1966/67 | 13    | 21:31  | 28:40 |
| Liga | 1967/68 | 01    | 47:13  | 64:24 |
| OL   | 1968/69 | 10    | 25:27  | 26:37 |
| OL   | 1969/70 | 06    | 28:24  | 29:32 |
| OL   | 1970/71 | 09    | 25:27  | 31:29 |
| OL   | 1971/72 | 02    | 35:17  | 45:20 |
| OL   | 1972/73 | 06    | 26:26  | 41:42 |
| OL   | 1973/74 | 06    | 27:25  | 42:41 |
| OL   | 1974/75 | 04    | 30:22  | 47:29 |
| OL   | 1975/76 | 02    | 37:15  | 67:24 |
| OL   | 1976/77 | 04    | 32:20  | 43:27 |
| OL   | 1977/78 | 03    | 35:17  | 54:25 |

Im Zuge der landesweiten Herauslösung der Fußballsektionen aus den Sportklubs wurde der BFC Dynamo als Fußballclub gegründet. Zeitgleich wurde die SG Dynamo Hohenschönhausen, die sich vorrangig aus ausgemusterten Spielern und jungen Talenten des SC Dynamo Berlin zusammensetzte, als zweite Mannschaft des BFC Dynamo geführt. Der BFC Dynamo wurde am 15. Januar 1966 in einer Zeremonie in der Dynamo-Sporthalle in Berlin-Hohenschönhausen offiziell gegründet. Der Vorsitzende der SV Dynamo Erich Mielke überreichte die Clubfahne und erklärte damit den Club für gegründet. Manfred Kirste wurde zum ersten Clubvorsitzenden gewählt und Erich Mielke zum Ehrenpräsidenten ernannt. Manfred Kirste stammte aus Berlin und war ein Diplom-Sportlehrer.
Spätestens ab diesem Zeitpunkt galt der Club aufgrund der Unterstützung seines Ehrenvorsitzenden, des Stasi-Chefs und Vorsitzenden der SV Dynamo Erich Mielke, als „Stasi-Club“. Darüber hinaus profitierte der BFC Dynamo als Leistungszentrum wie auch beispielsweise Vorwärts Frankfurt/Oder oder Dynamo Dresden von der im DDR-Fußball üblichen Verfahrensweise der Spielertransfers. Diese wurden nicht über Finanzmittel getätigt, sondern im Zuge einer Leistungskonzentration, (sport-)politisch begründet, abgewickelt. Der BFC nahm gegenüber den anderen großen Oberligamannschaften eine besondere Rolle ein, da er – allerdings gegen Widerstände der Polit-Funktionäre beispielsweise in Dresden und Leipzig – zum Aushängeschild des DDR-Fußballs entwickelt werden sollte.

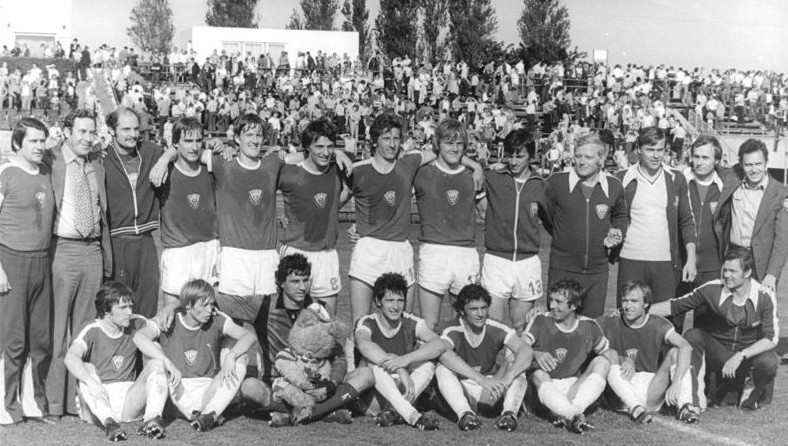
Die Meistermannschaft von 1979

Mit dem Aufstieg in die oberste Spielklasse 1968 begann die Entwicklung zur Spitzenmannschaft mit Vizemeisterschaften in den Spielzeiten 1971/72, verbunden mit dem Erreichen des Halbfinals im Europapokal der Pokalsieger in der gleichen Saison, und 1975/76. Die Oberliga-Saison 1978/79 markierte eine Wende im DDR-Fußball und brachte den ersten von zehn Meistertiteln in Serie des Berliner FC Dynamo. Den ersten Pokalsieg nach 1959 feierte der Club allerdings erst 1988.
Im Viertelfinale des Landesmeister-Cups 1980 gewann der BFC mit 1:0 beim späteren erfolgreichen Titelverteidiger Nottingham Forest unter dem Trainer Brian Clough, schied jedoch durch eine Rückspielniederlage (1:3) noch aus. Der 1:0-Sieg in Nottingham war der erste Sieg einer deutschen Mannschaft im Landesmeisterpokal (heute UEFA Champions League) in England.
| Liga | Saison  | Platz | Punkte | Tore  |
| ---- | ------- | ----- | ------ | ----- |
| OL   | 1978/79 | 01    | 46:06  | 75:18 |
| OL   | 1979/80 | 01    | 43:09  | 72:16 |
| OL   | 1980/81 | 01    | 39:13  | 74:31 |
| OL   | 1981/82 | 01    | 41:11  | 74:27 |
| OL   | 1982/83 | 01    | 46:06  | 72:22 |
| OL   | 1983/84 | 01    | 39:13  | 66:36 |
| OL   | 1984/85 | 01    | 44:08  | 90:28 |
| OL   | 1985/86 | 01    | 34:18  | 46:31 |
| OL   | 1986/87 | 01    | 42:10  | 59:20 |
| OL   | 1987/88 | 01    | 37:15  | 59:30 |
| OL   | 1988/89 | 02    | 32:20  | 51:32 |
| OL   | 1989/90 | 04    | 30:22  | 38:35 |

Der Club war Mitte der Achtzigerjahre 36 Spieltage in der DDR-Oberliga ungeschlagen, was einem nicht mehr erreichten Rekord entsprach. Erst nach anderthalbjähriger Dominanz gelang es dem FC Karl-Marx-Stadt in der Spielzeit 1983/84, den Rekordmeister zu schlagen. Obwohl die Gerüchte über Spielmanipulationen zugunsten des DDR-Rekordmeisters nie vollständig ausgeräumt werden konnten, ist es Tatsache, dass der BFC Dynamo seine sportlichen Erfolge auf Basis einer bis heute anerkannten Jugendarbeit erreichte. Die Leistungsträger der 80er-Jahre kamen überwiegend aus der eigenen Jugend oder von unterklassigen Mannschaften, z. B. spielten Thom, Rohde, Ernst, Schulz, Backs sowie Rudwaleit zuvor im eigenen Nachwuchs. Sie prägten jahrelang die 1. Mannschaft. Abwerbungen aus anderen Mannschaften, u. a. 1984 die Delegation Frank Pastors (kam vom HFC Chemie) oder 1986 die Verpflichtung von Doll (vom damaligen Absteiger Hansa Rostock), waren für den nationalen Erfolg eigentlich nicht notwendig. Diese Wechsel boten den Spielern die bessere Möglichkeit, sich international zu beweisen, steigerten aber den Unmut der Fans anderer Mannschaften.
Im Oberliga-Spielbetrieb kam es vereinzelt zu umstrittenen Schiedsrichterentscheidungen zugunsten der Berliner, die Spekulationen aufkommen ließen, dass die jahrelange Dominanz des Hauptstadtklubs nicht allein auf die sportliche Leistung zurückzuführen war. Besonders umstritten war eine Entscheidung des Schiedsrichters Bernd Stumpf im Jahr 1986, auch als „Schand-Elfmeter von Leipzig“ bekannt. Beim Großteil der Fußballfans in der DDR war der BFC aus der Hauptstadt trotz oder gerade wegen seiner Erfolge unbeliebt. Der ehemalige DDR-Oberliga-Schiedsrichter Bernd Heynemann sagte in einem Interview mit der Leipziger Volkszeitung im Jahr 2017: „Der BFC ist nicht x-mal Meister geworden, weil die Schiris nur für Dynamo gepfiffen haben. Die waren schon bärenstark.“
Mit dem Aufstreben des BFC und seinen Auftritten im Europapokal der Landesmeister kam es in den 1980er Jahren zu Konflikten zwischen BFC-Fans und DDR-Politfunktionären. Eintrittskarten für die deutsch-deutschen Europapokal-Duelle gegen den Hamburger SV (1982) sowie gegen den SV Werder Bremen (1988) wurden auf Weisung der DDR-Führung bis auf ein kleines Kontingent nicht an Fans verkauft, sondern an Polit-Funktionäre in der gesamten DDR verteilt. Die Enttäuschung vieler Fans hierüber führte Mitte der 1980er Jahre zu einem Zuschauerrückgang bei Heimspielen des BFC.

### Niedergang, Epoche FC Berlin und Insolvenz (1989–2001)
| Liga  | Saison  | Platz | Tore  | Punkte |
| ----- | ------- | ----- | ----- | ------ |
| OL    | 1990/91 | 11    | 22:30 | 25:39  |
| OL-NO | 1991/92 | 01    | 97:15 | 57:11  |
| OL-NO | 1992/93 | 04    | 94:61 | 42:22  |
| OL-NO | 1993/94 | 04    | 53:25 | 39:17  |
| RL    | 1994/95 | 11    | 53:64 | 28:40  |
| RL    | 1995/96 | 13    | 44:68 | 35     |
| RL    | 1996/97 | 13    | 29:48 | 35     |
| RL    | 1997/98 | 11    | 55:55 | 43     |
| RL    | 1998/99 | 8     | 48:38 | 53     |
| RL    | 1999/00 | 17    | 39:56 | 28     |
| OL-NO | 2000/01 | 01    | 92:17 | 85     |

Nach 1989 konnte der neu gegründete Verein zunächst nicht an seine sportlichen Erfolge anknüpfen. Die rasante sportliche Talfahrt ist u. a. darauf zurückzuführen, dass der BFC zur Wendezeit Teile seiner Infrastruktur und die finanzielle und personelle Unterstützung aus der Politik einbüßte. Gleichzeitig wechselten viele Leistungsträger in die finanziell attraktiveren Ligen nach Westeuropa. Während der Winterpause der Saison 1989/90, am 19. Februar 1990, nannte sich der BFC in „FC Berlin“ um. Zuvor waren auch FC Allemannia, FC Olympia, FC Fortuna sowie Grün-Gelb Berlin als neue Namen im Gespräch. Unter dem neuen Namen trat die Mannschaft erstmals am 24. Februar 1990 in Erfurt an. Am Ende der darauffolgenden Saison erreichte der BFC nur den elften Platz und verpasste die Qualifikation sowohl für die 1. als auch die 2. Bundesliga.
1999 erfolgte auf Drängen der Fans die Rückbenennung in BFC Dynamo. Allerdings gehörten die Markenrechte am traditionellen Emblem (mit dem traditionellen Dynamo-D und der Abkürzung BFC) bereits seit 1998 zunächst Peter Mager, Gründer der Fanvereinigung Hertha-Frösche und Fanartikelhändler, und wurde erst 2023 durch den BFC zurückerworben. Sportlich hatte der Verein zunächst keinen Erfolg und stieg 2000 aus der Regionalliga Nordost in die Oberliga Nordost (Staffel Nord) ab. Der Wiederaufstieg in der Folgesaison misslang, als der BFC in der Aufstiegsrelegation am Meister der Südstaffel 1. FC Magdeburg scheiterte. In der Folge verstärkten sich wirtschaftliche Probleme, sodass der BFC Ende 2001 Insolvenz anmeldete und die Spielberechtigung für die Oberliga verlor.

### Konsolidierung (2001–2010)
| Liga  | Saison  | Platz | Tore  | Punkte |
| ----- | ------- | ----- | ----- | ------ |
| OL-NO | 2001/02 | 17    | 0:0   | 0      |
| VL    | 2002/03 | 03    | 63:29 | 69     |
| VL    | 2003/04 | 01    | 91:22 | 85     |
| OL-NO | 2004/05 | 06    | 46:28 | 56     |
| OL-NO | 2005/06 | 06    | 43:41 | 44     |
| OL-NO | 2006/07 | 10    | 42:42 | 36     |
| OL-NO | 2007/08 | 05    | 46:26 | 50     |
| OL-NO | 2008/09 | 02    | 54:37 | 56     |
| OL-NO | 2009/10 | 02    | 70:40 | 58     |
| OL-NO | 2010/11 | 07    | 48:35 | 45     |
| OL-NO | 2011/12 | 13    | 35:39 | 29     |
| OL-NO | 2012/13 | 03    | 59:28 | 56     |
| OL-NO | 2013/14 | 01    | 75:10 | 84     |

Der umstrittene erste Entwurf des neuen Logos

Logo von 2009 bis 2023

Nach erfolgreich überstandenem Insolvenzverfahren (November 2004) und der Berliner Meisterschaft in der Saison 2003/04 kehrte der BFC in die Oberliga Nordost zurück. Präsident ist seit dem 11. Oktober 2008 Norbert Uhlig. Hauptsponsor ist die Berliner Immobiliengesellschaft INFINITY; daneben ist die UNITEC GmbH, die vor allem Fassadensanierungs- und Malerarbeiten ausführt, weiterer Hauptsponsor. Trikotsponsor ist seit der Saison 2011/12 die DWB-Bau GmbH.
2009 wurde ein neues Logo entworfen, da sich das ursprüngliche Emblem weiterhin im Fremdbesitz befand. Die Schreibweise des Vereinsnamens im neuen Logo löste eine Diskussion aus, da vor allem die Schreibweise des Wortes Fußball mit Doppel-s nach den deutschen Rechtschreibregeln nur bei durchgängiger Versalschreibung (Großschreibung) zulässig ist. Im Zusammenhang mit der verwendeten Frakturschrift kam die Vermutung auf, der Verein wolle dabei mit nationalistischer Symbolik kokettieren. Der Dynamo-Präsident Uhlig wies diesbezüglich darauf hin, dass diese Schreibweise seit jeher bei Fanartikeln benutzt werde. Trotzdem wurde das Logo wenig später überarbeitet, so erschien der Vereinsname dann in Versalien.

### Wiederaufstieg (2010–2014)
In der Saison 2010/11 den 7. Platz in der Oberliga und qualifizierte sich durch den Gewinn des Berliner Landespokals für den DFB-Pokal 2011/12. In der ersten Hauptrunde des DFB-Pokals traf der BFC auf den 1. FC Kaiserslautern. Die Partie endete 0:3 und war mit 10.104 Zuschauern bis dato das bestbesuchte Spiel seit der Wende. Diese Höchstmarke wurde sechs Jahre später beim DFB-Pokal-Spiel gegen FC Schalke 04 um 4.000 Zuschauer überboten. Nach dem Spiel kam es zu Ausschreitungen, als bis zu 300 Hooligans aus dem Lager des BFC in den Gästeblock eindrangen. Der DFB ahndete diesen Vorfall mit einer Geldstrafe von 12.000 Euro und einer Platzsperre für zwei Spiele.
Im Mai 2012 übernahm der türkischstämmige Volkan Uluç die Trainerposition beim BFC Dynamo, unter dem in der Saison 2012/13 erneut der Sieg im Berlin-Pokal erreicht wurde. In der 1. Runde des DFB-Pokals traf der BFC Dynamo am 4. August 2013 im Jahn-Sportpark vor 9.227 Zuschauern auf den VfB Stuttgart und unterlag durch zwei Treffer von Vedad Ibišević in der 40. und 76. Spielminute (Foulelfmeter) mit 0:2. In der Oberliga-Saison 2013/14 startete der BFC mit 15 Siegen in den ersten 16 Spielen. Neun Spieltage vor Saisonende hatte Dynamo bereits einen Vorsprung von 25 Punkten auf den Zweitplatzierten herausgespielt. Am 13. April 2014 konnte der BFC Dynamo den Aufstieg in die Regionalliga Nordost feiern. Die Saison wurde schließlich mit 34 Punkten (und 66 Toren) Vorsprung auf den Zweitplatzierten abgeschlossen.

### Regionalliga ab 2014
| Liga | Saison  | Platz | Tore  | Punkte |
| ---- | ------- | ----- | ----- | ------ |
| RL   | 2014/15 | 05    | 34:26 | 45     |
| RL   | 2015/16 | 04    | 66:48 | 56     |
| RL   | 2016/17 | 15    | 51:54 | 44     |
| RL   | 2017/18 | 04    | 70:50 | 54     |
| RL   | 2018/19 | 12    | 38:61 | 42     |
| RL   | 2019/20 | 06    | 35:29 | 37     |
| RL   | 2020/21 | 07    | 26:17 | 18     |
| RL   | 2021/22 | 01    | 84:32 | 82     |
| RL   | 2022/23 | 06    | 85:45 | 56     |
| RL   | 2023/24 | 04    | 59:38 | 61     |
| RL   | 2024/25 | 08    | 52:45 | 49     |

Das Trainer-Team sowie alle Stammspieler verlängerten im März/April 2014 ihre Verträge für die Regionalliga-Saison 2014/15. Bis zur Winterpause blieb der BFC unter Thomas Stratos in Meisterschaft und Landespokal ohne Niederlage und beendete seine Premierensaison in der Regionalliga auf Platz 5. Am 20. Mai 2015 wurde die Mannschaft mit einem 1:0 gegen Tasmania Berlin Berliner Pokalsieger und qualifizierte sich somit erneut für den DFB-Pokal. Mit 6.914 zahlenden Zuschauern wurde der zwei Jahre zuvor im Finale gegen Lichtenberg 47 aufgestellte Zuschauerrekord für ein Berliner Pokalfinale übertroffen.
Zum Start der Saison 2015/16 stießen zahlreiche Spieler mit Drittliga-Erfahrung zum BFC, hierunter Bernhard Hendl, Andreas Güntner, Thiago Rockenbach, Dennis Srbeny und Kevin Weidlich. Den Verein verließen hingegen unter anderem Andis Shala, Stephan Flauder und Lukáš Nový. Ohne den späteren Meister FSV Zwickau gefährden zu können, belegte die Mannschaft des BFC am Saisonende Platz 4. In der ersten Runde des DFB-Pokals unterlag sie dem damaligen Zweitligisten FSV Frankfurt mit 0:2.

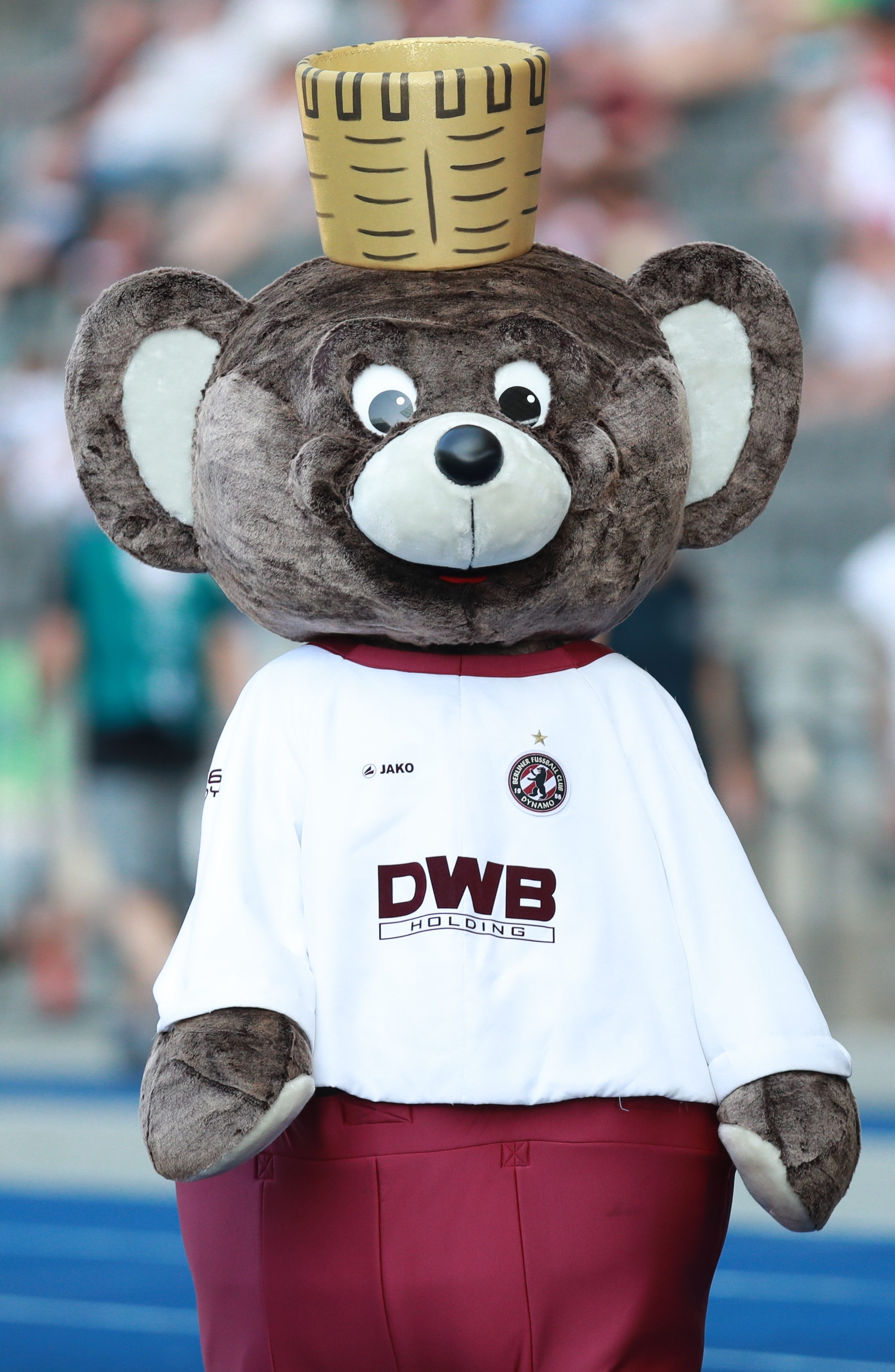
Das Maskottchen von BFC Dynamo „Teddy“ während des Spiels zwischen BFC Dynamo und 1. FC Köln im DFB-Pokal am 19. August 2018.

Am 7. Mai 2016 übernahm der ehemalige Bundesliga-Profi René Rydlewicz, der als 16-Jähriger mit Sondergenehmigung des DDR-Fußballverbands selbst für den BFC aufgelaufen war, das Traineramt beim BFC. Während einige Spieler den Verein verließen, stießen vor allem junge Spieler neu zum Club. Die veränderte Mannschaft beendete die Saison 2016/17 nach gutem Saisonstart nur im unteren Mittelfeld der Tabelle; das letzte Saisonspiel gegen den späteren Aufsteiger FC Carl Zeiss Jena wurde mit 0:4 verloren. Dennoch erreichte der BFC mit dem Finale des Berliner Landespokals ein wichtiges Saisonziel. Dieses konnte am Finaltag der Amateure vor 6.690 Zuschauern nach Verlängerung mit 3:1 gegen Viktoria Berlin durch Tore von Otis Breustedt und Kai Pröger gewonnen werden. Hierdurch gelang abermals der Einzug in den DFB-Pokal. Das Tor zum 3:1 von Publikumsliebling Pröger, der sich nach der Saison Rot-Weiss Essen anschloss, wurde für die Wahl zum Tor des Monats Mai 2017 nominiert und erreichte dort 10,9 % der Zuschauerstimmen.
Zur Saison 2017/2018 verließ neben Pröger auch Dennis Srbeny den Verein, der zum SC Paderborn in die 3. Liga wechselte. Neu zum BFC stießen unter anderem der bundesligaerfahrene Solomon Okoronkwo, der aserbaidschanische Nationalspieler Rufat Dadashov sowie drei Spieler vom SV Babelsberg 03, hierunter der neue Kapitän Bilal Cubukcu. In der ersten Runde unterlag der BFC am 14. August 2017 dem FC Schalke 04 mit 0:2 und schied aus dem Wettbewerb aus. Dieses Spiel sahen 14.117 Zuschauern. Die Regionalliga-Saison 2017/18 beendete der BFC auf dem 4. Tabellenplatz, nachdem fast die gesamte Saison Tabellenplatz zwei hinter dem späteren Aufsteiger Energie Cottbus belegt worden war. Für den DFB-Pokal 2018/19 qualifizierte sich der BFC Dynamo durch die Verteidigung des Berliner Landespokals aufgrund eines 2:1-Finalsiegs vor 6.428 Zuschauern gegen den Berliner SC am 21. Mai 2018. Allerdings verließen nach der Saison wichtige Stützen wie Torjäger Rufat Dadashov den Verein.
Das DFB-Pokal-Spiel gegen den 1. FC Köln fand im Berliner Olympiastadion statt, da aufgrund der Para-Leichtathletik-Europameisterschaften 2018 der Friedrich-Ludwig-Jahn-Sportpark nicht zur Verfügung stand. Nach 1:0-Führung durch ein Tor von Neuzugang Patrik Twardzik verlor man unter anderem durch vier Tore von Simon Terodde mit 1:9 (1:4). Mit 14.357 Zuschauern wurde der Nachwende-Zuschauerrekord für BFC-Spiele aus dem Vorjahr überboten. Nachdem die Hinrunde der Saison 2018/19 enttäuschend verlaufen war, übernahm im Januar 2019 als Nachfolger des im Dezember 2018 zurückgetretenen René Rydlewicz der ehemalige Bundesligaspieler Matthias Maucksch den Trainerposten beim BFC. Auf Wunsch Mauckschs wurde der Vertrag nach Saisonende aufgelöst, sein Nachfolger wurde Christian Benbennek. Am 29. Mai 2021 gewann die Mannschaft den Berliner Landespokal gegen den Berliner AK.
Im DFB-Pokal traf man daraufhin auf den VfB Stuttgart und unterlag in der 1. Runde mit 0:6. Die Saison 2021/22 konnte der BFC souverän als Meister der Regionalliga Nordost abschließen. Ab dem 18. Spieltag standen die Weinroten ununterbrochen an der Tabellenspitze, konnten den Staffelsieg rechnerisch jedoch erst am letzten Spieltag besiegeln. In der Relegation zur 3. Liga traf man auf den Meister der Regionalliga Nord, den VfB Oldenburg. Da der Etat des Vereins laut Finanzvorstand Peter Meyer „sehr eng gestrickt“ sei, verlangte der DFB zur Lizenzerteilung für die 3. Liga eine Bürgschaft über 900.000 Euro. Schließlich unterlag man dem VfB Oldenburg nach Hin- und Rückspiel mit 2:3 und verpasste damit den Aufstieg in die 3. Liga sowie den Sprung in den Profifußball. Wenige Tage später trennte sich der Verein von Trainer Christian Benbennek. Daraufhin wurde Heiner Backhaus als neuer Cheftrainer vorgestellt. Anfang September 2023 wurde Backhaus vom BFC Dynamo wegen des Vorwurfs des „vereinsschädigendem Verhaltens“ freigestellt, Hintergrund soll Backhaus’ Interesse an einem Wechsel zu Alemannia Aachen gewesen sein. Als Nachfolger wurde am 12. September 2023 Dirk Kunert unter Vertrag genommen. Ende April gab der Verein bekannt, dass Kunert's Vertrag nicht verlängert wird. Der Verein beendete die Saison auf Platz 4. Zur neuen Saison wurde der Österreicher Andreas Heraf unter Vertrag genommen, der zuvor bei SC Austria Lustenau tätig war. Anfang September trat er aus gesundheitlichen Gründen von seinem Amt zurück. Vom Lokalrivalen FC Viktoria 1889 Berlin kam der neue Trainer Dennis Kutrieb, der seinen Vertrag zuvor aufgelöst hatte.

## Verein

### Personen

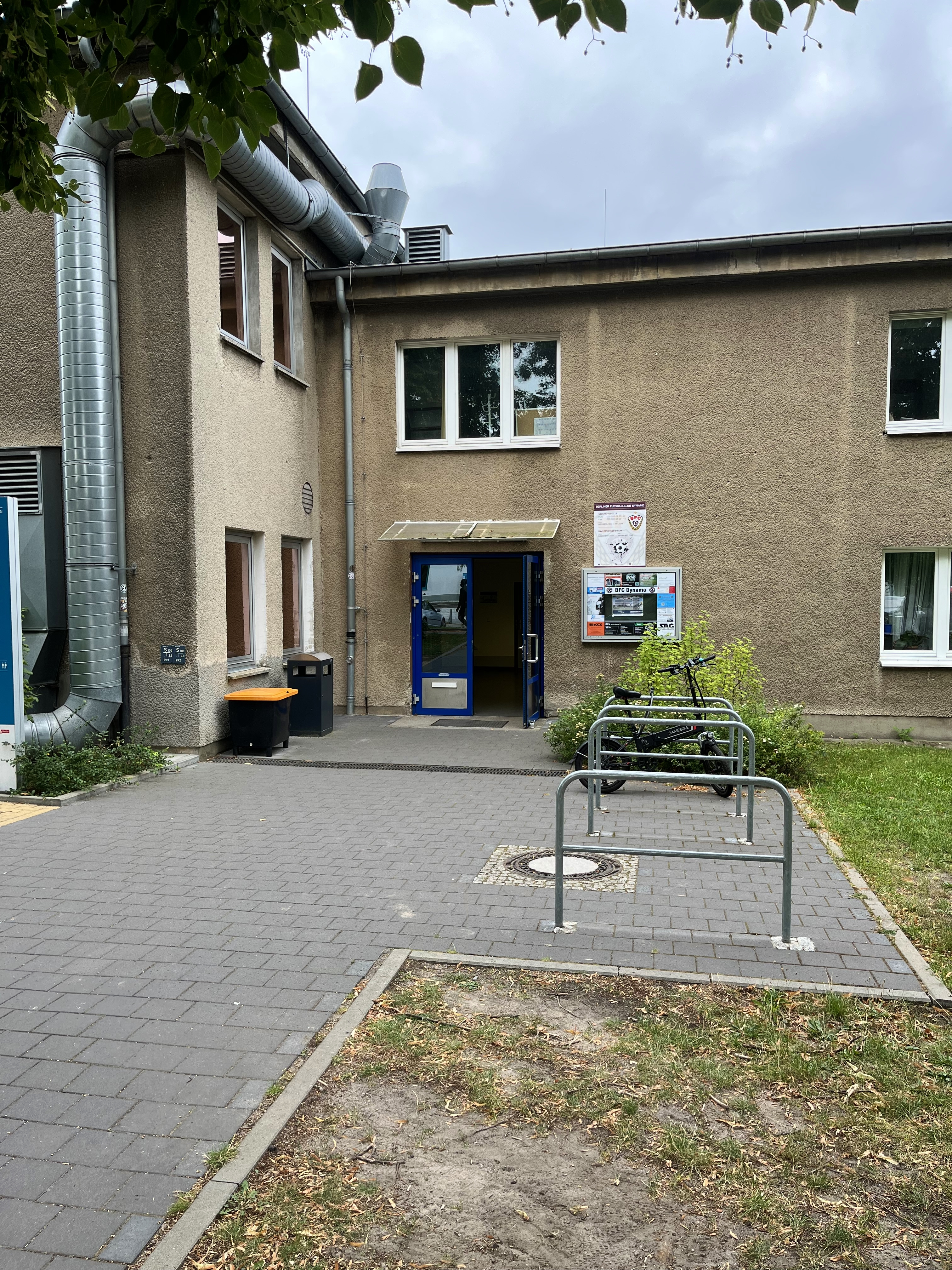
Die BFC Dynamo-Geschäftsstelle im Stadiongebäude des Sportforum Hohenschönhausen in Berlin-Alt-Hohenschönhausen.

Stand: 22. Juli 2025
| Berliner Fussball Club Dynamo e. V. | Berliner Fussball Club Dynamo e. V.   |
| Präsidium                           | Präsidium                             |
| Name                                | Funktion                              |
| ----------------------------------- | ------------------------------------- |
| Norbert Uhlig                       | Präsident                             |
| Karsten Valentin                    | Vizepräsident                         |
| Sven Radicke                        | Schatzmeister                         |
| Wirtschaftsrat                      |                                       |
| Name                                | Funktion                              |
| Peter Meyer                         | Vorsitzender des Wirtschaftsrat       |
| Falk Stoltmann                      | Mitglieder                            |
| Dennis Wisbar                       | Mitglieder                            |
| Jens Redlich                        | Mitglieder                            |
| Offizielle                          |                                       |
| Name                                | Funktion                              |
| Enis Alushi                         | Geschäftsführer Sport                 |
| Tobias Bluhm                        | Leiter Nachwuchszentrum               |
| Malik Polte                         | Marketing / Finanzen Nachwuchszentrum |
| Jörn Lenz                           | Organisatorischer Leiter Kita-Projekt |
| Rainer Lüdtke                       | Fanbeauftragter                       |
| Gilbert "Lennon" Lubinsky           | Traditionsbeauftragter                |
| Andreas Utzki                       | Beauftragter für Fans mit Handicap    |
| Jenny Hopp                          | Kinder- und Jugendschutz              |
| Sven Schmieglitz                    | Kinder- und Jugendschutz              |
| Mike Fidorra                        | Sicherheitsbeauftragter               |
| Martin Richter                      | Pressesprecher                        |
| Patrick Skrzipek                    | Fotograf                              |

### Clubvorsitzende und Präsidenten seit 1966
| Nr. | Name                   | Amtsbeginn         | Amtsende      |
| --- | ---------------------- | ------------------ | ------------- |
| 1   | Manfred Kirste         | 15. Jan. 1966      | 30. Aug. 1988 |
| 2   | Herbert Krafft         | 1. Sep. 1988       | 19. Feb. 1990 |
| 3   | Jürgen Bogs            | 20. Feb. 1990      | 27. Mai 1990  |
| 4   | Klaus Janz             | 28. Mai 1990       | 15. Okt. 1990 |
| 5   | Wolfgang Hösrich       | 15. Okt. 1990      | 26. Mai 1994  |
| 6   | Eberhard Landmann      | 26. Mai. 1994      | 10. Feb. 1995 |
| 7   | Klaus Bittroff         | 10. Feb. 1995      | 14. Sep. 1995 |
| 8   | Volkmar Wanski         | 14. Sep. 1995      | 29 Jun. 2000  |
| 9   | Hans Reker             | 29. Jun. 2000      | 27. Sep. 2000 |
| 10  | Karin Seidel-Kalmutzki | 27. Sep. 2000      | 25. Jun. 2001 |
| 11  | Hans Reker             | 25. Jun. 2001      | 30. Okt. 2001 |
| -   | Amt vakant             | 1. Nov. 2001       | 31. Mai 2002  |
| 12  | Mike Peters            | 31. Mai 2002       | 18. Jun. 2004 |
| 13  | Mario Weinkauf         | 18. Jun. 2004      | 22. Jun. 2007 |
| 14  | Frank Berton           | 23. Jun. 2007      | 11. Okt. 2008 |
| 15  | Norbert Uhlig          | seit 11. Okt. 2008 |               |

## Stadion
Das Trainingsgelände des BFC ist das Sportforum Hohenschönhausen, ein zu DDR-Zeiten angelegter Sportstättenkomplex, der auch heute noch einzigartig in Europa ist. Neben dem Stadion befinden sich auf dem Gelände Sportstätten für Vereine aus den verschiedensten Sportarten (u. a. Eishockeymannschaft der Eisbären Berlin, Eiskunstlauf, Eisschnelllauf, Schwimmen, Leichtathletik, Radsport, Judo). Derzeit lässt der bauliche Zustand nur teilweise die Bedeutung des Geländes als Schwerpunkt für den deutschen Leistungssport erkennen.

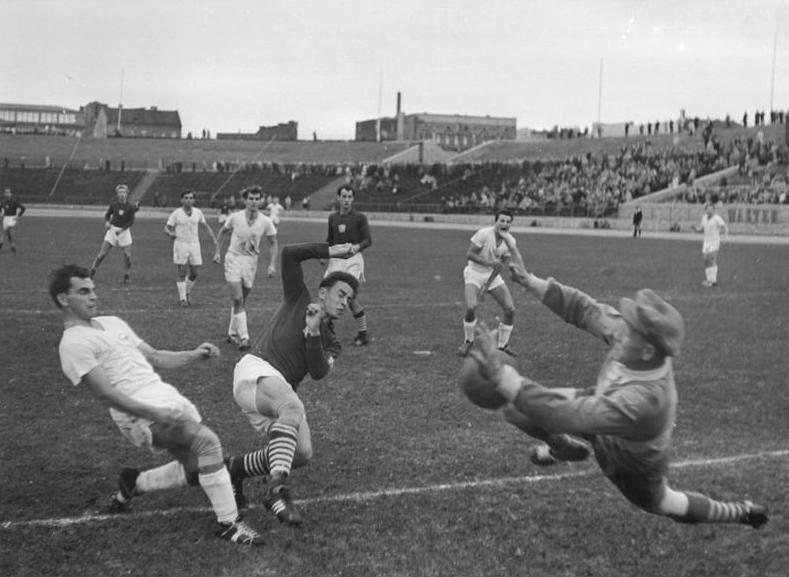
Ein Spiel zwischen SC Dynamo Berlin und SC Turbine Erfurt im Walter-Ulbricht-Stadion im Jahr 1959

Das Sportforum dient seit den 1950er Jahren als Spielstätte des BFC Dynamo (bis 1966 als SC Dynamo Berlin). Der SC Dynamo bestritt sein erstes Heimspiel auf Berliner Boden am 21. November 1954 vor 20.000 Zuschauern gegen Rotation Babelsberg im Friedrich-Ludwig-Jahn-Sportpark im Prenzlauer Berg. Die restlichen Spiele der Saison wurden im Walter-Ulbricht-Stadion im Bezirk Mitte ausgetragen. Die Mannschaft spielte danach die Übergangssaison 1955 auf dem Sportplatz Steffenstraße im damaligen Bezirk Weißensee. Das Stadion hatte damals eine Kapazität von 8.000 Zuschauern. Für die Saison 1956 kehrte der SC Dynamo für seine Heimspiele zum Walter-Ulbricht-Stadion zurück und blieb für die nächsten fünf Jahre dort. Der Mauerbau am 13. August 1961 veränderte die Situation. So zog der SC Dynamo zu Beginn der Saison 1961/62 endgültig ins Sportforum um.
Ab 1968 begann der BFC Dynamo gelegentliche Spiele, die Flutlicht erforderten, im größeren Jahn-Sportpark auszutragen. Das Stadion war damals die Heimspielstätte des FC Vorwärts Berlin, wurde aber schließlich leer, als die Mannschaft 1971 nach Frankfurt (Oder) umgesiedelt wurde. Der BFC Dynamo trug so seine Heimspiele im Europapokal der Pokalsieger 1971/72 im Friedrich-Ludwig-Jahn-Sportpark aus. Zum Halbfinalspiel gegen Dynamo Moskau am 5. April 1972 kamen 30.000 Zuschauer. Der BFC bestritt außerdem zwei Heimspiele in der DDR-Oberliga 1971/72 im Jahn-Sportpark. Nach dem Sommer 1972 waren dort jedoch keine weiteren Spiele mehr möglich, da das Stadion für die bevorstehenden X. Weltfestspiele der Jugend gründlich saniert wurde.

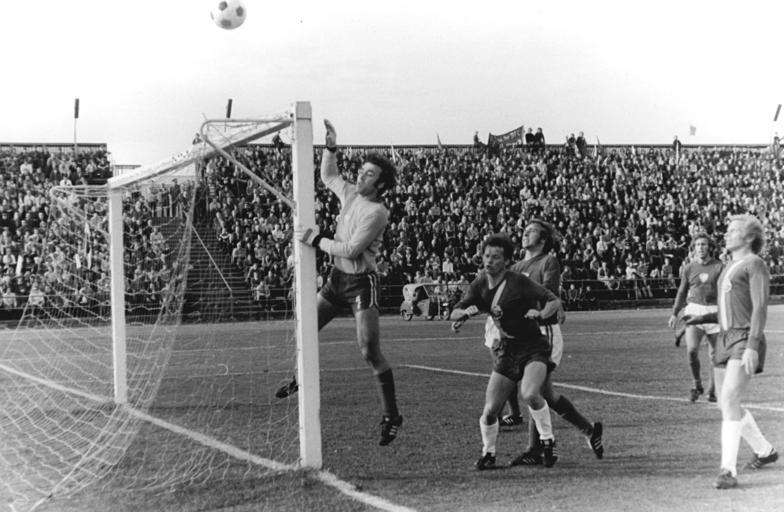
Ein Spiel zwischen BFC Dynamo und FC Hansa Rostock im Dynamo-Stadion im Sportforum im Jahr 1974

Der BFC war dann für den UEFA-Pokal 1972/73 qualifiziert. Für die kommenden UEFA-Pokal-Spiele stand aber neben dem Jahn-Sportpark auch das Walter-Ulbricht-Stadion nicht zur Verfügung, da auch dieses für die Weltfestspiele renoviert wurde. Stattdessen wurde das Dynamo-Stadion im Sportforum in nur fünf Wochen zwischen Ende Juli 1972 und September 1972 einer kompletten Umgestaltung unterzogen. Insgesamt wurden für die Umgestaltung des Stadions 6.000 Kubikmeter Erdreich bewegt. Auf der Haupttribüne wurde ein neues Gebäude mit einer Ehrentribüne errichtet. Auf die Wälle der Geraden wurden Stahlrohrränge aufgesetzt. Die Kapazität des Dynamo-Stadions im Sportforum wurde so auf 20.000 Zuschauer erweitert. Der BFC trug danach alle Heimspiele des UEFA-Pokals 1972/73 im Sportforum aus. Das Spiel zwischen dem BFC und dem FC Liverpool in der dritten Runde am 29. November 1972 wurde von 20.000 Zuschauern, bis heute Rekord im Sportforum, besucht.
In den 1970er Jahren verzeichnete die Mannschaft steigende Zuschauerzahlen im Sportforum. Zu den sechs BFC-Heimspielen in der Rückrunde der Saison 1973/74 kamen durchschnittlich mehr als 12.000 Zuschauer. Das Spiel gegen den 1. FC Magdeburg in der DDR-Oberliga 1974/75 am 8. März 1975 wurde von 19.000 Zuschauern besucht.
Zur Saison 1975/76 verlegte der BFC aufgrund bevorstehender Reparaturarbeiten am Dynamo-Stadion im Sportforum seine Heimspiele in den Friedrich-Ludwig-Jahn-Sportpark. Der Umzug sollte zunächst nur vorübergehend sein, wurde dann aber schließlich dauerhaft. Das Sportforum diente fortan nur noch als Trainingsstätte und als Heimstätte der zweiten Mannschaft. Der BFC feierte im Friedrich-Ludwig-Jahn-Stadion neun seiner zehn DDR-Oberliga-Meisterschaften. Auch die meisten Heimspiele der UEFA-Wettbewerbe trug das Team im Jahn-Sportpark aus. Der BFC Dynamo war dort in den 1970er und 1980er Jahren Gastgeber von Mannschaften wie Shakhtar Donetsk, Roter Stern Belgrad, Nottingham Forest, Hamburger SV, Aston Villa, AS Roma und FC Aberdeen.

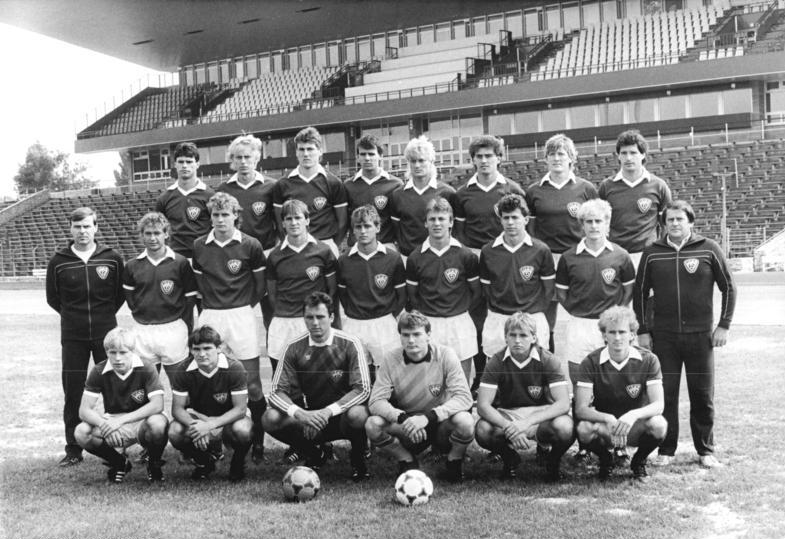
Die Mannschaft des BFC Dynamo vor der neuen Ehrentribüne des Friedrich-Ludwig-Jahn-Sportparks im Jahr 1987.

Zur Saison 1986/87 verlegte der BFC seine Heimspiele wieder in das Sportforum, da der Friedrich-Ludwig-Jahn-Sportpark während der Saison zur 750-Jahr-Feier Berlins saniert wurde. Auch im Europapokal der Landesmeister 1986/87 trug die Mannschaft ihre Heimspiele im Sportforum aus.

Zur Saison 1987/88 kehrte die Mannschaft dann in den Jahn-Sportpark zurück. Das Stadion hatte nun ein neues Aussehen erhalten. Aus dieser Zeit stammen die heutige Tribüne, die Flutlichtmasten und die Überdachung der Zuschauerränge auf der Geraden gegenüber der Tribüne.
Im Jahre 1992 kehrte der vorübergehend in FC Berlin umbenannte DDR-Rekordmeister ins Sportforum zurück. Zum Jahreswechsel 2005/06 wurde das Stadion den Sicherheitsstandards für Spiele mit höherem Gästefan-Zuspruch angepasst. Es wurden neue Trennzäune zwischen den BFC-Fanblocks und dem Gästeblock sowie ein Spielertunnel, der das Spielfeld mit den Umkleidekabinen verbindet, errichtet. Brisante Spiele und Spiele mit hohem Zuschaueraufkommen wurden aus Sicherheitsgründen weiterhin im traditionsreichen Jahn-Sportpark im Prenzlauer Berg ausgetragen.
Mit dem erreichten Regionalligaaufstieg 2014 und wegen des damit einhergehenden höheren Medien- und Zuschauerinteresses kehrte der BFC zur Saison 2014/15 dauerhaft in den Jahn-Sportpark nahe dem Mauerpark und der Max-Schmeling-Halle zurück.
Seit dem Sommer 2021 spielt der BFC Dynamo wieder an seiner alten Wirkungsstätte, dem Sportforum in Alt-Hohenschönhausen, da man für den Friedrich-Ludwig-Jahn-Sportpark keine Verlängerung bekommen hat, da dieser von Grund auf saniert werden soll.

## Fans und Fankultur

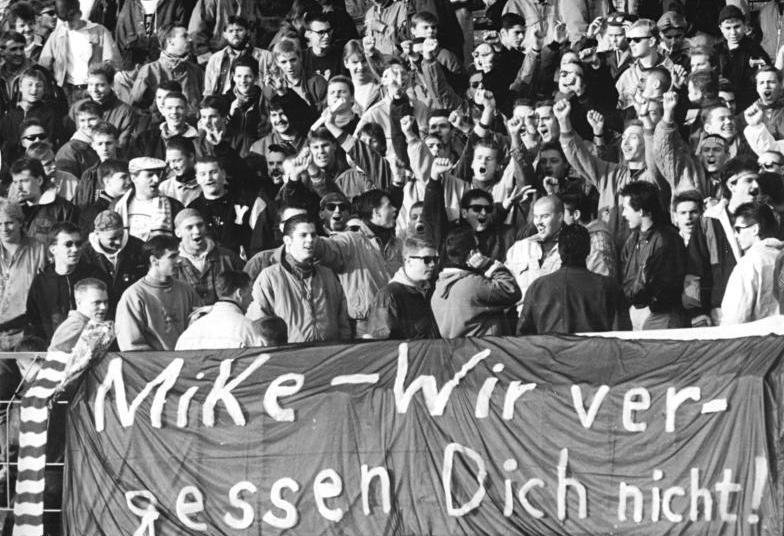
BFC-Fans gedenken Mike Polley mit einem Transparent (1990)

In den 1990er Jahren erwarben sich Teile der Fangemeinde des BFC den Ruf, besonders gewaltbereit zu sein. Einer der Höhepunkte von Gewalt waren die Ausschreitungen am 3. November 1990 am Rande des Gastspiels des BFC Dynamo bei Sachsen Leipzig. Bei diesen wurde der Berliner Fußballfan Mike Polley von einer Polizeikugel getötet. Während der Ereignisse wurden weitere fünf Personen durch die Polizei verletzt. Diese Vorkommnisse waren der Höhepunkt einer Reihe von Krawallen durch Fangruppen verschiedener Vereine, denen die Polizei nicht gewachsen war und die u. a. zur Folge hatten, dass das sogenannte Vereinigungsspiel abgesagt wurde. Die Ermittlungsverfahren gegen zehn beteiligte Polizisten wurden 1991 eingestellt. Mit dem jährlichen Fan-Fußballturnier (Mike-Polley-Turnier) erinnern die BFC-Fans an den Tod Polleys.
In der BFC-Fanszene sind verschiedene Subkulturen anzutreffen. Teilen der Fanszene des BFC wird ein hohes, mitunter auch rechtsextremes, Hooligan-Potential nachgesagt. Laut Polizeiangaben besteht der harte Kern der Szene im Jahr 2016 aus 102 Personen, die der „Kategorie C“ zugerechnet werden, sowie 287 Personen der Kategorie B. Andererseits haben sich seit den 2000er Jahren mehrere Ultra-Gruppen innerhalb der BFC-Fanszene gebildet. Die Ultras von BFC Dynamo haben Kampagnen wie „Braun ist nicht Weinrot“ initiiert und sich auch bei Fußballturnieren für Flüchtlinge engagiert. Der Verein hat die jüngeren Fangruppen gefördert und der BFC-Vorstand hat sich gegen Rassismus und Rechtsextremismus ausgesprochen. In der Satzung des BFC Dynamo von 2024 heißt es, dass sich der Verein dem Gedanken des Antirassismus stark verbunden fühlt.
BFC Dynamo betreibt aktive Fanarbeit und hat Maßnahmen ergriffen, um gewalttätige Elemente zu kontrollieren, bekannte Verstöße auszuschließen und sich von radikalen Fans zu distanzieren. Rechtsextreme Symbole und Sprüche werden vom Verein nicht toleriert. Der Vorsitzende des BFC-Wirtschaftsrates Peter Meyer erklärte im Zusammenhang mit einem Freundschaftsspiel gegen Hertha BSC im Jahr 2007 öffentlich, dass der Verein keine Leute wolle, die sich nicht an die Regeln halten könnten und dass „Wer Naziparolen brüllt, fliegt aus dem Stadion.“ Seit den 2000er Jahren wurden vom Verein zahlreiche Stadionverbote ausgesprochen.
Zur heutigen BFC Dynamo-Fanszene gehören Gruppen wie 79er, Mythos BFC, Fraktion H, Piefkes, Riot Sport, Black Boys Dynamo, Bärenbande, Gegengerade, Hipstercrew, Sektion Süddeutschland, Banda Invicta und Kollektiv Brandenburg.
Gegengerade ist eine linksorientierte Fangruppe. Einige Anhänger des FC Berlin waren bereits 1993 Mitglieder der „Antifaschistischen Fußball-Fan-Initiative“ (AFFI). BFC Dynamo ist dem Fanprojekt Berlin angeschlossen. Traditionell veranstaltet die BFC Dynamo-Fanszene jedes Jahr ein Fanturnier im Sportforum Hohenschönhausen. Die neunte Ausgabe im Jahr 2024 gewann ein multikulturelles Team mit Spielern aus Syrien, Palästina, Asien und Deutschland, die von der Fanszene zum Turnier eingeladen worden waren.
Anhänger von BFC Dynamo haben im Stadion gelegentlich ein Banner mit der Aufschrift „There Is A Light That Never Goes Out“ aufgestellt, in Anspielung auf die britische Kultband The Smiths aus den 1980er Jahren.
Rivalitäten pflegt der BFC Dynamo zum 1. FC Union Berlin mit dem er auch das Ostberliner Stadtderby ausspielt, sowie zu Dynamo Dresden und Hansa Rostock. Freundschaftliche Beziehungen bestehen zum FC Aberdeen, Lazio Rom, Pogoń Stettin und teilweise zu Eintracht Braunschweig und dem VfL Bochum. Eine Freundschaft pflegen einige BFC-Anhänger zu denen des 1. FC Magdeburg. Jüngere Fans des BFC Dynamo pflegen Freundschaften mit Eintracht Trier und dem schwedischen Verein GAIS Göteborg.
Als bekanntestes BFC-Buch dürfte der Erzählband Der BFC war schuld am Mauerbau von Schriftsteller und BFC-Fan Andreas Gläser gelten, der die Ostberliner Fußballszene der späten 1970er Jahre beschreibt. Der BFC Dynamo, sein Ruf und seine Fanszene waren auch Thema des Theaterstücks Dynamoland von Gudrun Herrbold. Das Stück wurde 2007 ins Leben gerufen und beteiligte junge Fußballspieler des BFC Dynamo sowie Andreas Gläser und Sven Friedrich, Inhaber des Bekleidungsgeschäfts Hoolywood am Schönhauser Allee in Prenzlauer Berg und BFC-Fan. Friedrich engagierte sich in der BFC Dynamo-Fanszene der DDR-Zeit. In einem Interview mit dem Fußballmagazin 11 Freunde über das Theaterstück sagte Friedrich, dass er nichts mit Nazis zu tun haben wolle. Gläser fügte hinzu: „Der kommt eher, so wie ich, aus dem alternativen Spektrum“. Hoolywood war ein Werbepartner von BFC Dynamo.
Musiker der Gruppe Renft komponierten 1999 die Hymne „Auf Dynamo“ für den BFC. Der aus Berlin-Marzahn stammende Rap-Musiker Joe Rilla (Hagen Stoll) widmete dem BFC im Jahr 2008 eine „Straßenhymne“. Stoll war in den 1990er Jahren eine Zeit lang in der Hooligan-Szene des BFC Dynamo aktiv.

## Meisterstern-Diskussion
Am 18. März 2005 entschied der DFB, dass zehn Meistertitel den Verein berechtigen, auf den Trikots drei Meistersterne zu tragen. Damit ist der BFC Dynamo neben dem FC Bayern München die einzige deutsche Mannschaft, der dieses Recht zusteht. Allerdings darf der BFC Dynamo auf Intervention der DFL nur einen Stern tragen, in dessen Mitte die 10 für die zehn errungenen Meisterschaften steht.

## Erfolge
DFV
Liga
- DDR-Meister (10): 1979, 1980, 1981, 1982, 1983, 1984, 1985, 1986, 1987, 1988 (Rekord-Meister der DDR)
- DDR-Vizemeister (4): 1960, 1972, 1976, 1989
- Dritter (4): 1955, 1959, 1962, 1978

DDR-Liga
- DDR-Liga (2): 1957, 1968

Pokal
- FDGB-Pokalsieger (3): 1959, 1988, 1989
- FDGB-Pokalfinalist (6): 1962, 1971, 1979, 1982, 1984, 1985
- DFV-Supercupsieger: 1989
- Fuwo-Pokalfinalist: 1972

 DFB
Liga
- Meister der Regionalliga Nordost: 2022
- Meister der Oberliga Nordost: 1992, 2001, 2014
- Berliner Meister: 2004

Pokal
- Berliner Pokalsieger (8): 1999, 2011, 2013, 2015, 2017, 2018, 2021, 2025
- Berliner Pokalfinalist (2): 2000, 2010
- Ost-Berliner Pokalsieger (4): 1968 (BFC II), 1969 (BFC III), 1973 (BFC III), 1984 (BFC II)

## Europapokalbilanz
| Saison  | Wettbewerb                    | Runde         | Gegner                     | Gesamt          | Hin     | Rück          |
| ------- | ----------------------------- | ------------- | -------------------------- | --------------- | ------- | ------------- |
| 1961/62 | International Football Cup    | Gruppenphase  | Wiener SC                  | 7:5             | 5:3 (H) | 2:1 (A)       |
| 1961/62 | International Football Cup    | Gruppenphase  | DSO Spartak Hradec Králové | 1:2             | 1:1 (H) | 0:1 (A)       |
| 1961/62 | International Football Cup    | Gruppenphase  | Górnik Zabrze              | 4:7             | 1:5 (A) | 3:2 (H)       |
| 1971/72 | Europapokal der Pokalsieger   | 1. Runde      | Cardiff City               | 2:2 (5:4 i. E.) | 1:1 (H) | 1:1 n. V. (A) |
| 1971/72 | Europapokal der Pokalsieger   | 2. Runde      | K. Beerschot VAC           | 6:2             | 3:1 (A) | 3:1 (H)       |
| 1971/72 | Europapokal der Pokalsieger   | Viertelfinale | Åtvidabergs FF             | 4:2             | 2:0 (A) | 2:2 (H)       |
| 1971/72 | Europapokal der Pokalsieger   | Halbfinale    | FK Dynamo Moskau           | 2:2 (1:4 i. E.) | 1:1 (H) | 1:1 n. V. (A) |
| 1972/73 | UEFA-Pokal                    | 1. Runde      | Angers SCO                 | 3:2             | 1:1 (A) | 2:1 (H)       |
| 1972/73 | UEFA-Pokal                    | 2. Runde      | Lewski Sofia               | 3:2             | 3:0 (H) | 0:2 (A)       |
| 1972/73 | UEFA-Pokal                    | 3. Runde      | FC Liverpool               | 1:3             | 0:0 (H) | 1:3 (A)       |
| 1976/77 | UEFA-Pokal                    | 1. Runde      | Schachtar Donezk           | 1:4             | 0:3 (A) | 1:1 (H)       |
| 1978/79 | UEFA-Pokal                    | 1. Runde      | Roter Stern Belgrad        | (a)6:6(a)       | 5:2 (H) | 1:4 (A)       |
| 1979/80 | Europapokal der Landesmeister | 1. Runde      | Ruch Chorzów               | 4:1             | 4:1 (H) | 0:0 (A)       |
| 1979/80 | Europapokal der Landesmeister | 2. Runde      | Servette FC Genf           | 4:3             | 2:1 (H) | 2:2 (A)       |
| 1979/80 | Europapokal der Landesmeister | Viertelfinale | Nottingham Forest          | 2:3             | 1:0 (A) | 1:3 (H)       |
| 1980/81 | Europapokal der Landesmeister | 1. Runde      | APOEL Nikosia              | 4:2             | 3:0 (H) | 1:2 (A)       |
| 1980/81 | Europapokal der Landesmeister | 2. Runde      | Baník Ostrava              | (a)1:1(a)       | 0:0 (A) | 1:1 (H)       |
| 1981/82 | Europapokal der Landesmeister | Qualifikation | AS Saint-Étienne           | 3:1             | 1:1 (A) | 2:0 (H)       |
| 1981/82 | Europapokal der Landesmeister | 1. Runde      | FC Zürich                  | (a)3:3(a)       | 2:0 (H) | 1:3 (A)       |
| 1981/82 | Europapokal der Landesmeister | 2. Runde      | Aston Villa                | (a)2:2(a)       | 1:2 (H) | 1:0 (A)       |
| 1982/83 | Europapokal der Landesmeister | 1. Runde      | Hamburger SV               | 1:3             | 1:1 (H) | 0:2 (A)       |
| 1983/84 | Europapokal der Landesmeister | 1. Runde      | Jeunesse Esch              | 6:1             | 4:1 (H) | 2:0 (A)       |
| 1983/84 | Europapokal der Landesmeister | 2. Runde      | FK Partizan Belgrad        | 2:1             | 2:0 (H) | 0:1 (A)       |
| 1983/84 | Europapokal der Landesmeister | Viertelfinale | AS Rom                     | 2:4             | 0:3 (A) | 2:1 (H)       |
| 1984/85 | Europapokal der Landesmeister | 1. Runde      | Aberdeen FC                | 3:3 (5:4 i. E.) | 1:2 (A) | 2:1 n. V. (H) |
| 1984/85 | Europapokal der Landesmeister | 2. Runde      | FK Austria Wien            | 4:5             | 3:3 (H) | 1:2 (A)       |
| 1985/86 | Europapokal der Landesmeister | 1. Runde      | FK Austria Wien            | 1:4             | 0:2 (H) | 1:2 (A)       |
| 1986/87 | Europapokal der Landesmeister | 1. Runde      | Örgryte IS Göteborg        | 7:3             | 3:2 (A) | 4:1 (H)       |
| 1986/87 | Europapokal der Landesmeister | 2. Runde      | Brøndby IF Kopenhagen      | 2:3             | 1:2 (A) | 1:1 (H)       |
| 1987/88 | Europapokal der Landesmeister | 1. Runde      | Girondins de Bordeaux      | 0:4             | 0:2 (A) | 0:2 (H)       |
| 1988/89 | Europapokal der Landesmeister | 1. Runde      | Werder Bremen              | 3:5             | 3:0 (H) | 0:5 (A)       |
| 1989/90 | Europapokal der Pokalsieger   | 1. Runde      | Valur Reykjavík            | 4:2             | 2:1 (A) | 2:1 (H)       |
| 1989/90 | Europapokal der Pokalsieger   | 2. Runde      | AS Monaco                  | (a)1:1(a)       | 0:0 (A) | 1:1 n. V. (H) |
| 1990    | Intertoto-Cup                 | Gruppenphase  | Bayer 05 Uerdingen         | 1:5             | 1:2 (H) | 0:3 (A)       |
| 1990    | Intertoto-Cup                 | Gruppenphase  | Grasshopper Club Zürich    | 5:2             | 2:1 (H) | 3:1 (A)       |
| 1990    | Intertoto-Cup                 | Gruppenphase  | NK Olimpija Ljubljana      | 1:2             | 1:1 (H) | 0:1 (A)       |

Gesamtbilanz: 60 Spiele, 23 Siege, 18 Unentschieden, 19 Niederlagen, 87:80 Tore (Tordifferenz +7)

## Mannschaft

### Kader
| Nr.        | Nat.                      | Spieler              | Geburtstag    | Vertrag seit | letzter Verein           |
| ---------- | ------------------------- | -------------------- | ------------- | ------------ | ------------------------ |
| Tor        |                           |                      |               |              |                          |
| 1          | Deutschland               | Nicolas Ortegel      | 7. Jan. 2004  | 01.07.2025   | 1. FC Nürnberg U23       |
| 12         | Deutschland               | Paul Hainke          | 24. Dez. 2004 | 01.07.2022   | eigene Jugend            |
| 30         | Deutschland               | Lion Gantzke         | 19. Aug. 2007 |              | 1. FC Magdeburg U19      |
| 79         | Deutschland               | Kevin Sommer         | 28. Sep. 1989 | 01.07.2007   | eigene Jugend            |
| Abwehr     |                           |                      |               |              |                          |
| 02         | Deutschland               | John Liebelt         | 4. Jan. 2002  | 15.07.2019   | VSG Altglienicke         |
| 03         | Deutschland               | Moritz Polte         | 22. Sep. 2007 |              | eigene Jugend            |
| 04         | Benin Deutschland         | Amiro Amadou         | 10. Juli 2002 | 23.07.2024   | SSV Jahn Regensburg II   |
| 13         | Deutschland               | Larry-Nana Oellers   | 24. Apr. 2000 | 01.07.2025   | FC Viktoria 1889 Berlin  |
| 17         | Turkei                    | Can Karataş          | 29. Nov. 2000 | 01.07.2025   | TSG Hoffenheim II        |
| 22         | Deutschland               | Tobias Gunte         | 11. Apr. 1997 |              | VSG Altglienicke         |
| 24         | Deutschland               | Brandon Happi Monthe | 5. März 2003  |              | VfB Hallbergmoos-Goldach |
| 27         | Deutschland               | Enrique Pereira      | 27. Mai 2002  |              | Vereinslos               |
| Mittelfeld |                           |                      |               |              |                          |
| 06         | Deutschland               | Levin Mattmüller     | 1. Apr. 2004  |              | FSV 63 Luckenwalde       |
| 08         | Deutschland               | Jan Shcherbakovski   | 24. März 2001 | 01.08.2025   | Energie Cottbus          |
| 14         | Deutschland               | Joey Breitfeld       | 5. Okt. 1996  | 31.08.2019   | FC Ingolstadt 04 U23     |
| 16         | Deutschland               | Ilian Weber          | 27. Sep. 2006 |              | SG Union Klosterfelde    |
| 18         | Deutschland               | Tim Windsheimer      | 30. März 2006 | 01.07.2025   | 1. FC Heidenheim U19     |
| 19         | Portugal                  | Americo Neves        | 31. Okt. 2003 |              | VfL Halle 96             |
| 23         | Deutschland Kroatien      | Ivan Knežević        | 14. Juli 1993 | 09.07.2024   | FC 08 Homburg            |
| Angriff    |                           |                      |               |              |                          |
| 07         | Danemark                  | Valdemar Sadrifar    | 9. März 2001  |              | Kickers Offenbach        |
| 09         | Deutschland               | Leander Fritzsche    | 2. Aug. 2000  |              | 1. FC Phönix Lübeck      |
| 10         | Aserbaidschan Deutschland | Rufat Dadashov       | 29. Sep. 1991 | 01.07.2023   | FC Schalke 04 II         |
| 11         | Deutschland               | Jamal Rogero         | 6. Aug. 2003  |              | FSV Optik Rathenow       |
| 20         | Deutschland               | Leandro Putaro       | 7. Jan. 1997  | 08.07.2025   | Alemannia Aachen         |
| 26         | Polen                     | Antek Wrębiakowski   | 24. Sep. 2005 |              | FC Hansa Rostock II      |
| 28         | Deutschland               | Willi Reincke        | 10. Mai 2003  |              | SV Drochtersen/Assel     |

### Trainerteam
Stand: 22. Juli 2025
| Funktion       | Name           | Geburtsdatum     |
| Chef-Trainer   | Dennis Kutrieb | 1. Dezember 1979 |
| Co-Trainer     | Sven Körner    | 9. Mai 1982      |
| Torwarttrainer | Daniel Haas    | 1. August 1983   |

### Medizinische Abteilung
Stand: 22. Juli 2025
| Funktion        | Name              |
| Physiotherapeut | Adrian Marklowski |

### Funktionsteam
Stand: 22. Juli 2025
| Funktion    | Name           |
| Teammanager | Jörn Lenz      |
| Zeugwart    | Stefan Malchow |

## Ehemalige Spieler
Auswahl; in Klammern: Zeit der Vereinszugehörigkeit als Spieler der ersten Mannschaft
- Christian Backs (1980–1991)
- Christian Beck (2021–2023)
- Hermann Bley (1958–1968)
- Heiko Bonan (1989–1991)
- Heiko Brestrich (1984–1988, 1991–1999)
- Björn Brunnemann (2012–2016)
- Thomas Doll (1986–1990)
- Konrad Dorner (1958–1967)
- Lutz Eigendorf (1974–1979)
- Rainer Ernst (1979–1990)
- Kevin Gutsche (2010–2015)
- Falko Götz (1971–1983)
- Joachim Hall (1963–1972)
- Werner Heine (1955–1966)
- Bernhard Hendl (2015–2019)
- Hendrik Herzog (1981–1991)
- Falk Jarling (1997–2001, 2005–2006)
- Mario Kallnik (1994–2001)
- Waldemar Ksienzyk (1984–1991)
- Danny Kukulies (2004–2006, 2008–2009)
- Dennis Kutrieb (2004–2005, 2007–2008)
- Marco Köller (1986–1989)
- Hendryk Lau (2005–2006)
- Reinhard Lauck (1973–1980)
- Jörn Lenz (1988–1992, 1994, 1998–2001, 2003–2008)
- Werner Lihsa (1967–1975)
- Mario Maek (1983–1987, 1995–2000)
- Johannes Matzen (1954–1958)
- Waldemar Mühlbächer (1956–1967)
- Wolf-Rüdiger Netz (1971–1984)
- Michael Noack (1974–1984)
- Frank Pastor (1984–1989)
- Nico Patschinski (2009–2010, 2012–2013)
- Christian Preiß, (2008–2010, 2012–2016)
- Hartmut Pelka (1977–1982)
- Michail Pronitschew (1990–1994, 1995–1997)
- Kai Pröger (2015–2017)
- Jens Reckmann (1991–1997, 1999–2003)
- Dirk Rehbein (1990–1993, 1999–2001)
- Burkhard Reich (1986–1991)
- Hans-Jürgen Riediger (1973–1983)
- Frank Rohde (1979–1990)
- Peter Rohde (1969–1978)
- Bodo Rudwaleit (1976–1990)
- Robert Rudwaleit (2001–2009)
- Herbert Schoen (1954–1959)
- Günter Schröter (1954–1963)
- Bernd Schulz (1980–1989)
- Harald Schütze (1966–1977)
- Martin Skaba (1956–1968)
- Dennis Srbeny (2015–2017)
- Matthias Steinborn (2009–2013, 2017–2018, 2020–2022)
- Frank Terletzki (1970–1986)
- Andreas Thom (1983–1990)
- Nico Thomaschewski (1999–2001, 2002–2011)
- Norbert Trieloff (1974–1987)
- Rainer Troppa (1976–1989)
- Artur Ullrich (1976–1986)
- Jens-Uwe Zöphel (1988–1995, 2005–2006)

## Trainer
In Klammern: Zeit der Vereinszugehörigkeit als Trainer
- Helmut Petzold (1954–1956)
- István Orczifalvi/Fritz Bachmann (1957–1958)
- Fritz Bachmann (1959)
- János Gyarmati/Fritz Bachmann (1960)
- János Gyarmati
- János Gyarmati/Fritz Gödicke
- Fritz Gödicke
- Karl Schäffner (1965–1966)
- Béla Volentik (1966–1967)
- Karl Schäffner (1967–1969)
- Hans Geitel (1969–1971)
- Günter Schröter (1972–1973)
- Harry Nippert (1974–1977)
- Jürgen Bogs (1977–1989)
- Helmut Jäschke (1989–1990)
- Peter Rohde (1990)
- Jürgen Bogs (1990–1994)
- Helmut Koch (1994–1995)
- Dieter Fuchs (1995)[139]
- Werner Voigt (1995–1998)
- Henry Häusler (1998–1999)
- Klaus Goldbach (1999)
- Jürgen Bogs (1999–2001)
- Mario Maek
- Dirk Vollmar (2002–2003)
- Sven Orbanke (2002–2004)
- Christian Backs (2004–2005)
- Jürgen Piepenburg
- Rajko Fijalek
- Nico Thomaschewski/Jörn Lenz (Spielertrainer)
- Ingo Rentzsch
- Volkan Uluç (2007–2009)
- Hakan Pinar (2009–2009)
- Christian Backs (2009 bis März 2010)
- Heiko Bonan (29. März 2010 bis 26. August 2011)
- Rene Gritschke (26. August bis 5. September 2011)
- Igor Lazić (5. September bis 5. Dezember 2011)
- Rene Gritschke (5. Dezember 2011 bis 22. Mai 2012)
- Volkan Uluç (22. Mai 2012 bis 3. November 2014)
- Thomas Stratos (November 2014 bis Mai 2016)
- René Rydlewicz (7. Mai 2016 bis Dezember 2018)
- Matthias Maucksch (9. Januar bis 31. Mai 2019)
- Christian Benbennek (8. Juni 2019 bis 7. Juni 2022)
- Heiner Backhaus (9. Juni 2022 bis 2. September 2023)
- Nils Weiler (3. September 2023 bis 12. September 2023)
- Dirk Kunert (12. September 2023 bis 30. Juni 2024)
- Andreas Heraf (1. Juli 2024 bis 02. September 2024)
- Nils Weiler (03. September 2024 bis 25. September 2024)
- Dennis Kutrieb (26. September 2024 bis heute)

## Zweite Mannschaft
Da der Verein in den Jahren nach der Wiedervereinigung mit der 1. Mannschaft den Profifußball nicht erreichen konnte und als Tiefpunkt bis 2004 sogar in der fünftklassigen Verbandsliga Berlin antrat, gab es für die Reserve der Weinroten keine nennenswerte überregionale Aufmerksamkeit. Dies war zu Zeiten der DDR, als die 2. Mannschaft in vielen Spielzeiten zu den Spitzenteams in der zweitklassigen Liga zählte, anders. 1985/86 hatte die Zweitvertretung des DDR-Meisters mit Spielern wie Oskar Kosche, Burkhard Reich, Thomas Grether, Jörg Fügner, Dirk Anders, Andreas Belka, Heiko Brestrich, René Deffke, Eike Küttner, Rainer Troppa und Norbert Trieloff sogar die Staffel A gewonnen, konnte aufgrund der geltenden Regularien aber nicht in die ostdeutsche Eliteliga aufsteigen. Bereits 1971/72 und 1972/73, unter anderem mit Wolfgang Filohn, Rainer Rohde und Gerhard Krentz besetzt, hatte die BFC-Reserve die Staffelmeisterschaft errungen.
Insgesamt 13 Spielzeiten war der BFC Dynamo II im Unterhaus des DDR-Fußballs vertreten und belegt mit 459 Punkten aus 366 Partien in der ewigen Tabelle dieser Spielklasse Rang 27. Im Zuge der erneuten Ausgliederung – bereits 1976 wurden die 2. Mannschaften in die Nachwuchsoberliga überführt – der Reserveteams der Oberligaclubs- und gemeinschaften aus der Liga im Vorwendesommer 1989, woraufhin die BSG Bergmann-Borsig Berlin den Startplatz von BFC II übernahm, wurde diese Vertretung aufgelöst. Zu deren Trainern hatten in der Vergangenheit unter anderem Helmut Jäschke, Werner Voigt und Herbert Schoen gezählt.